# Temnocerus perplexus
Temnocerus perplexus là một loài bọ cánh cứng trong họ Rhynchitidae. Loài này được Blatchley miêu tả khoa học năm 1916.